# Zbigniew Pietrzykowski
Zbigniew Pietrzykowski (n. 4 octombrie 1934, Bestwinka⁠(d), Bielsko County⁠(d), Voievodatul Silezia, Polonia – d. 19 mai 2014, Bielsko-Biała, Polonia) a fost un boxer polonez, medaliat olimpic. A participat la 3 ediții ale Jocurilor Olimpice (1956, 1960, 1964) în care a câștigat o medalie de argint și două medalii de bronz.